# Galaxia elíptica M59
La Galaxia elíptica M59 (también conocida como Objeto Messier 59, Messier 59, M59 o NGC 4621) es una galaxia elíptica -considerada, sin embargo, por algunos autores cómo galaxia lenticular- de la constelación de Virgo. Fue descubierta por Johann Gottfried Koehler en 1779.
Su magnitud conjunta en banda B (filtro azul) es igual a la 11.0ª. 
M59 es una de las galaxias más grandes del Cúmulo de Virgo. Su distancia a la Tierra se estima que en 60 millones de años luz, y como otras muchas galaxias grandes, tiene en su centro un agujero negro supermasivo, en su caso de 270 millones de masas solares. Además, su núcleo rota en sentido inverso al resto de la galaxia, y posee un disco de estrellas en su región más interna.
Es también muy rica en cúmulos globulares, con una población de ellos que se estima en alrededor de 2200